# Aglandau

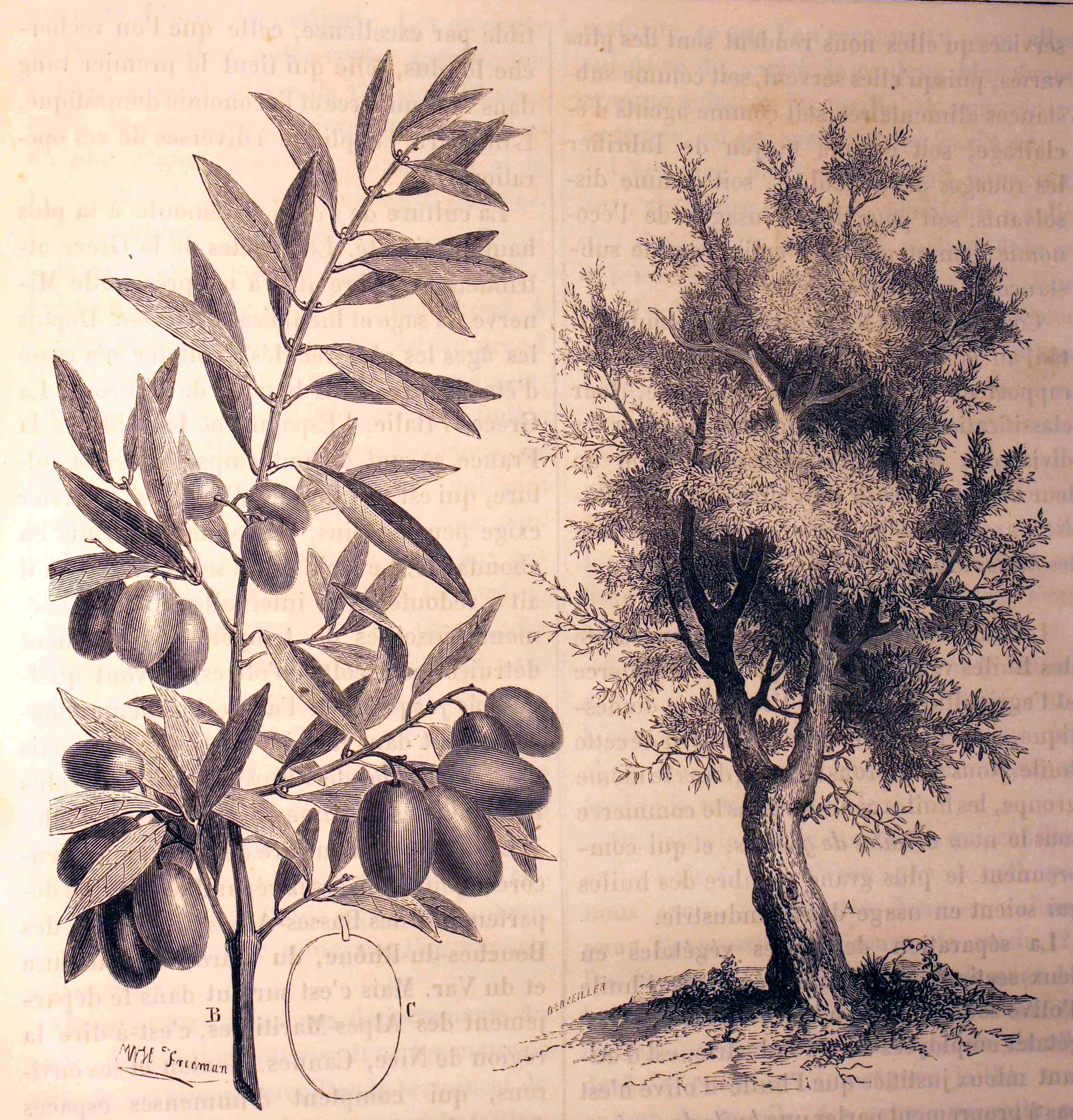
Aglandau, gravure du XIXe siècle

L'aglandau est une variété d'olive du sud de la France qui tire son nom de sa forme, ressemblant à celle d'un gland.

## Dénomination

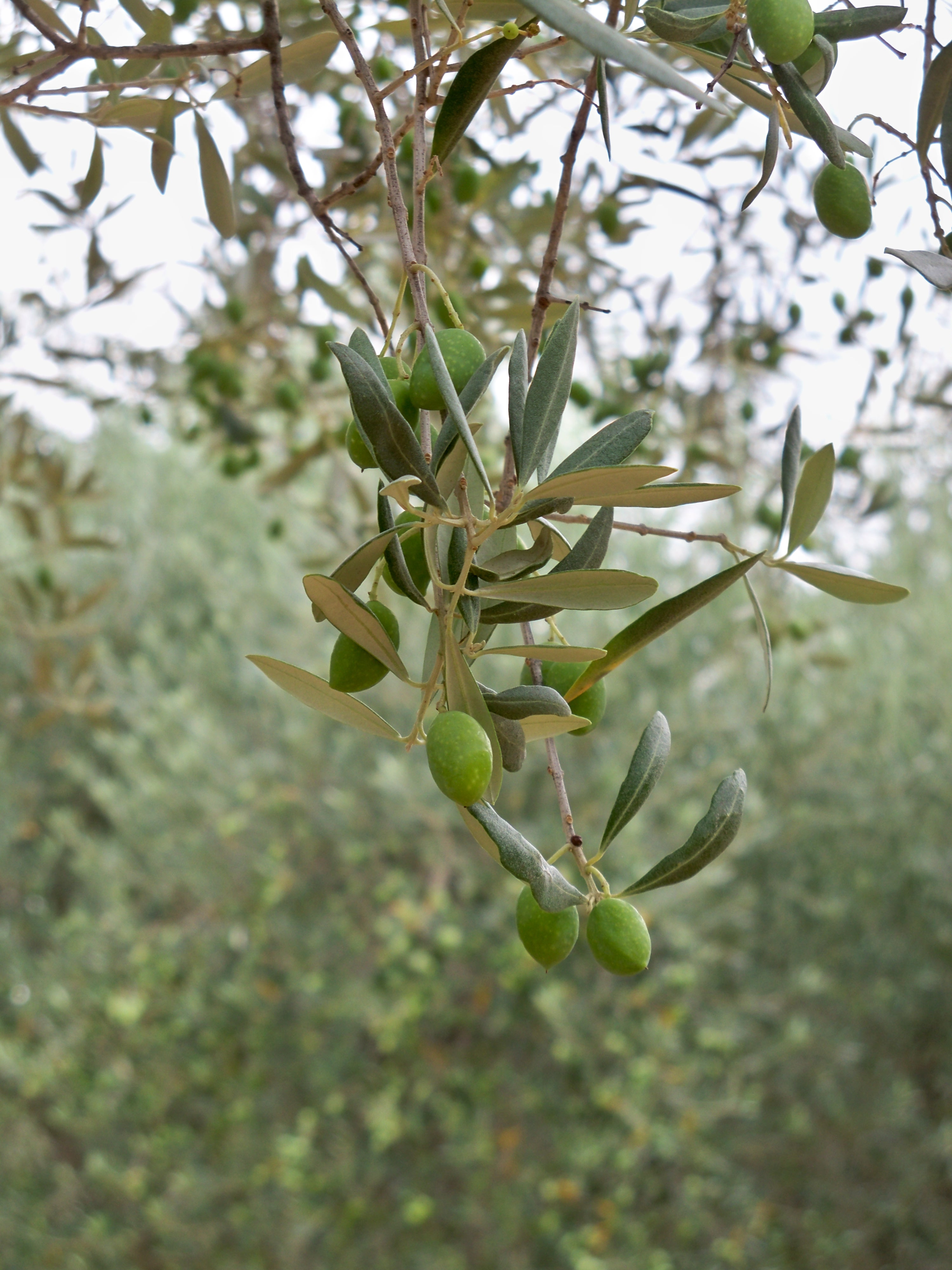
Olives "aglandau" de l'oliveraie du château de Lourmarin.

L'aglandau est encore dit verdale de Carpentras, berruguette, blanquette ou plant d'Aix. Cette variété représente environ 20 % de la production française d'huile d'olive.

## Caractéristiques
Possédant une chair pulpeuse, c'est une variété à double fin (huile et verte de table). Résistante au froid mais craignant la sécheresse, elle a trouvé ses terroirs de prédilection dans les Alpes-de-Haute-Provence, Bouches-du-Rhône, Gard, Var et Vaucluse. Elle donne une huile réputée par son fruité et son onctuosité, mais dont l'amertume et l'ardence sont plutôt marquées dans sa jeunesse. Passés les mois de novembre et de décembre, elle dégage des arômes d'artichaut, de fruits verts, d'amande, et de fruits à noyau,.